# Jordánka (přítok Žehrovky)
Jordánka je pravostranný přítok říčky Žehrovky v okrese Semily v Libereckém kraji. Délka jeho toku činí zhruba 4,6 km. Plocha jeho povodí měří 11,2 km².

## Průběh toku

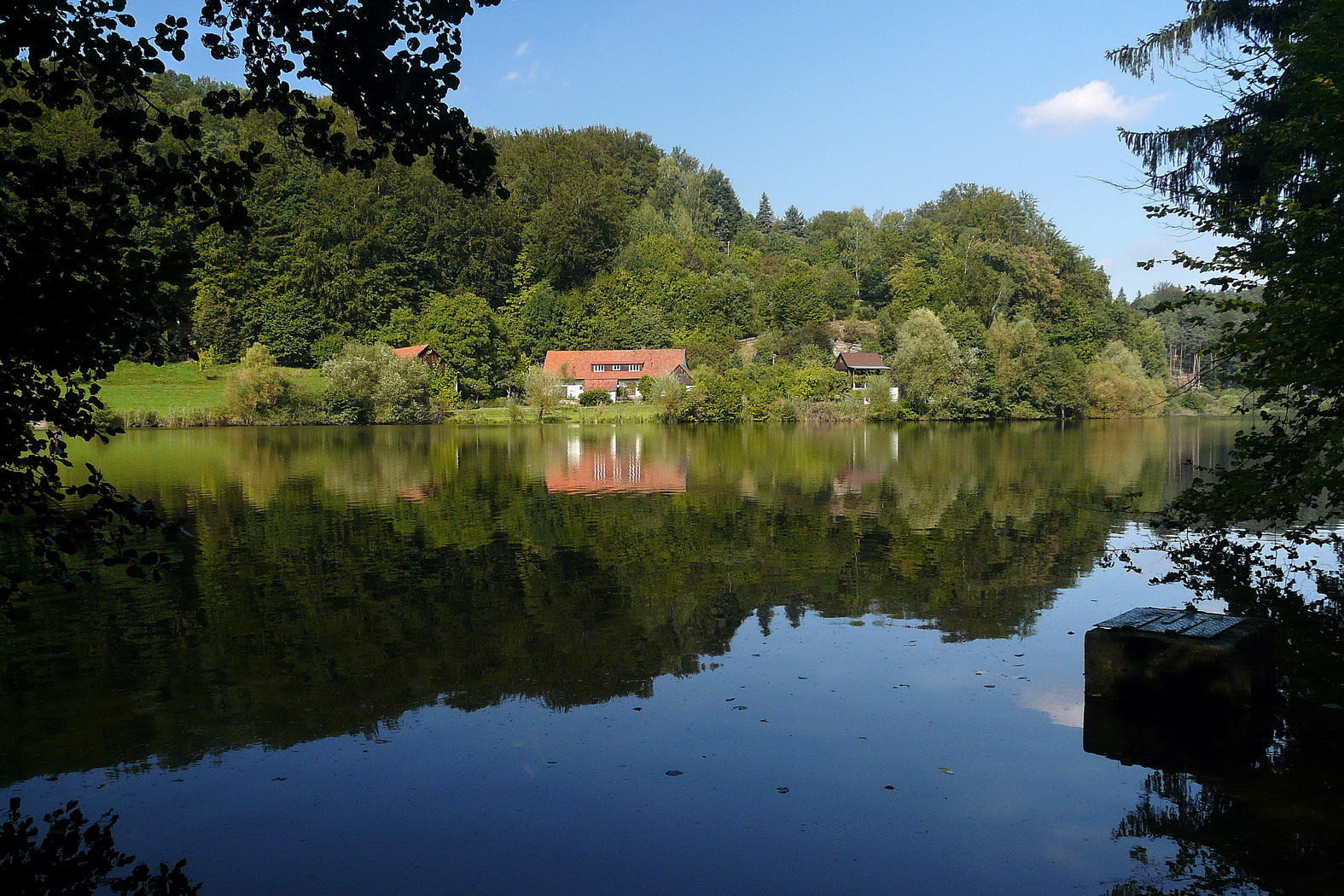
Rybník Věžák u výpusti

Celý tok leží v chráněné krajinné oblasti Český ráj a jeho údolí zároveň tvoří významnou část přírodní rezervace Podtrosecká údolí. Podél toku je mnoho bočních pramenů a údolí je lemováno množstvím pískovcových skalních teras a věží.
Potok teče převážně jihozápadním směrem. Oficiálně potok pramení severoseverovýchodně od vsi Bohuslav. Po úvodním úseku jižním směrem brzy napájí rybník Vidlák. Mnohé zdroje uvádějí pramen Jordánky v severním rašeliništi před Vidlákem, ale je to jen vedlejší přítok. Rašeliniště s nevýrazným rozvodím je mimochodem pramennou oblastí i potoka směřujícího na opačnou stranu do Libuňky (rybníky Hrudka a Rokytnický rybník). Za Vidlákem se potok stáčí z JZ na JV a napájí rybník Krčák. Z východu ústí do Krčáku prosakující přítok, na němž výše proti proudu leží Tachovský vodopád (chráněn jako přírodní památka). Hned poté potok prudce mění směr na severozápad kolem úzkého hřbítku a protéká mokřady. Potom mění směr zpět na JZ a teče luční nivou. Po stočení převážně na západ napájí největší rybník na svém toku, Věžák neboli Věžický rybník. Po opuštění rybníka teče opět na JZ a jjv. od vsi Lažany se vlévá do Žehrovky.